# Catedral de San Felipe Apóstol (Puerto Plata)
La Catedral de San Felipe Apóstol o simplemente Catedral de Puerto Plata es un templo de la Iglesia Católica que se encuentra ubicado en la Calle José del Carmen Ariza 36 de la ciudad de Puerto Plata parte de la provincia del mismo nombre al norte de la isla La Española y del país caribeño de República Dominicana. No debe ser confundida con otras catedrales del mismo nombre en Chile, Puerto Rico y Venezuela.
La iglesia original construida de madera fue destruida por un incendio en 1863 durante la llamada "Guerra de la Restauración". Su reconstrucción se inició en 1929 y fue terminada en 1956 siendo afectada en un terremoto en 1946. Para 2003 un nuevo terremoto daño la estructura que fue remozada en 2008.
El templo construido en estilo victoriano moderno, sigue el rito romano o latino y es la iglesia madre o principal de la Diócesis de Puerto Plata (Dioecesis Portus Argentarii) que fue creada por el entonces papa Juan Pablo II en 1996 mediante la bula papal "Venerabilis Frater" con territorio antes perteneciente a la arquidiócesis de Santiago de los Caballeros.
Esta bajo la responsabilidad pastoral del obispo Julio César Corniel Amaro.

## Véase también

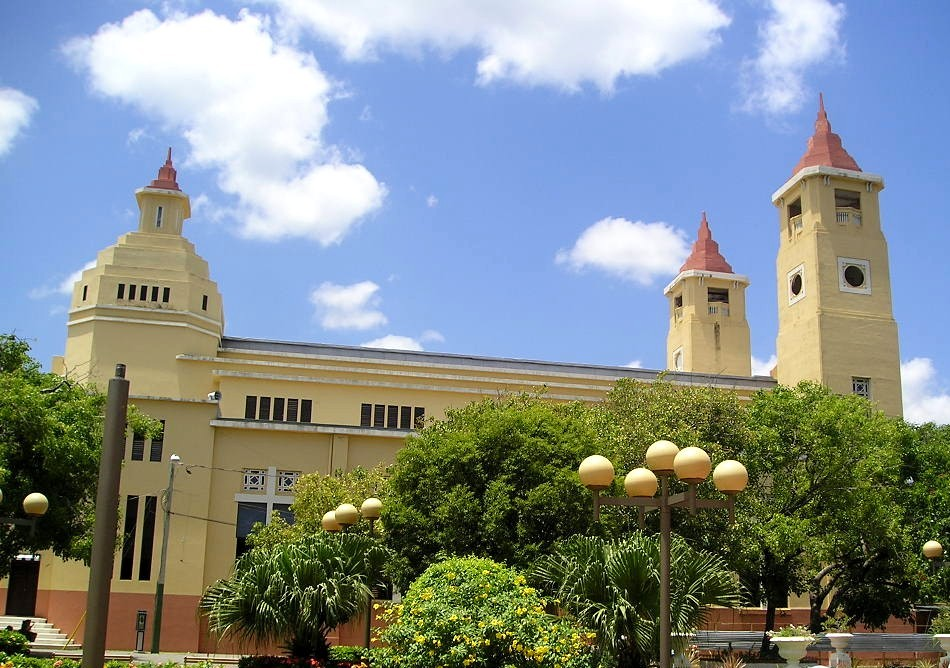
Otra vista del templo